# Stepan Njaga
Stepan Timofejewitsch Njaga (rumänisch Ștefan Neaga, russisch Степан Тимофеевич Няга, wiss. Transliteration Stepan Timofeevič Njaga; * 24. Novemberjul. / 7. Dezember 1900greg. in Chișinău, Gouvernement Bessarabien, Russisches Kaiserreich; † 30. Mai 1951 ebenda, Moldauische SSR) war ein moldauischer und sowjetischer Komponist.
Njaga studierte bis Anfang der 1930er Jahre an der Nationalen Musikuniversität Bukarest Klavier bei Emilia Saegiu sowie Komposition bei Alfonso Castaldi und Dimitrie Cuclin. Von 1937 bis 1939 setzte er seine Studien an der École normale de musique de Paris fort, seine Lehrer dort waren Alfred Cortot (Klavier), Nadia Boulanger (Komposition) und Charles Münch (Dirigieren). 1940 wurde er Lehrer am Konservatorium von Chișinău, 1942 bis 1944 unterrichtete er am Konservatorium Saratow, wohin während der Kriegsjahre das Moskauer Konservatorium ausgelagert worden war. Danach kehrte er nach Chișinău zurück und lehrte als Professor am Konservatorium. Ab 1946 war er zudem Vorsitzender des moldauischen Komponistenverbandes.
Er komponierte zwei Sinfonien, eine Doina für Oboe und Orchester und eine Doina für Sopran und Orchester, ein Violinkonzert, eine Moldauische Fantasie, Klavierwerke, ein Oratorium, Chorwerke, Lieder und Volksliedbearbeitungen und war der Komponist der Hymne der Moldauischen Sozialistischen Sowjetrepublik.
Ein Musikgymnasium in Chișinău trägt seinen Namen, an dem u. a. der Jugendchor Gloria aktiv ist.